# Tüskeszentpéter megállóhely
Tüskeszentpéter megállóhely a Zala vármegyei Zalaszentgrót egyik vasúti megállóhelye volt a Zalabér-Batyk–Zalaszentgrót-vasútvonalon, melyet a MÁV üzemeltetett.

## Története
Átadásának időpontja nem ismert, de az 1894-es menetrendben már szerepelt Tüske-Szent-Péter néven. Az utolsó személyszállító vonat 2007. március 3-án közlekedett a vasútvonalon, azóta a forgalom hivatalosan szünetel.
Érdekesség, hogy a települést érintette volna az 1847-ben tervezett Sopron-Kőszeg-Szombathely-Rum-Zalaszentgrót-Nagykanizsa vasútvonal.

## Vasútvonalak
Az állomást az alábbi vasútvonalak érintik:
- Zalabér-Batyk–Zalaszentgrót-vasútvonal

## Kapcsolódó állomások
A vasútállomáshoz az alábbi állomások vannak a legközelebb:
- Zalabér-Batyk vasútállomás
- Zalaszentgrót vasútállomás

## Forgalom
A megállóhely bezárása előtt a Zalabér-Batyk és Zalaszentgrót között, többnyire 2 óránként közlekedő személyvonatok álltak meg itt.